# Dominik Zoner
Dominik Zoner (ur. 8 kwietnia 1815 we Lwowie, zm. 14 czerwca 1883 w Krakowie) – właściciel najstarszego zakładu fotograficznego w Łodzi, założonego prawdopodobnie 15 czerwca 1861 przy ul. Konstantynowskiej (obecnie ul. Legionów) 3. Historyk łódzkiej fotografii Ignacy Płażewski także twierdzi, że był on pierwszym w Łodzi fotografem. Ojciec Leopolda, łódzkiego fotografa, drukarza, wydawcy gazet.

## Biogram
Syn Franza – introligatora lwowskiego i Teresy Zechbauer i brat Franciszka – poczmistrza i burmistrza Żółkwi.
Zasady dagerotypii poznał po 1840 r. w Wiedniu. Pracował jako wędrowny fotograf na terenie Galicji i Rosji. W latach 1844–1847 w Krakowie miał pracownię w pałacu Steinkellera. Ogłaszał się w prasie: „podpisany ma zaszczyt zawiadomić publiczność, że w przerwie swojej jazdy do Rosji zamyśla u nas krótki czas zabawić i w przeciągu tego czasu dagerotypowymi portretami zająć się. Wykonuje je w przeciągu jednej godziny”. Znany jest dagerotyp przedstawiający K. i J. Wąsowiczów, bez daty wykonania, z naklejoną na stronie odwrotnej różową kartką z napisem: „Daguerreotypirt / durch Dominik Zoner / in...” [bez wpisanej w wolnym wierszu nazwy miejscowości].
W tym samym roku w końcu września urządził w Warszawie „pokaz miniatur z wyobrażeniami przedmiotów, krajobrazów i gmachów przedstawionych za pomocą optycznego przyrządu”. Pokazy trwające od 22 września do około 5 grudnia 1857 cieszyły się zapewne powodzeniem skoro informacje o tym zamieścił „Kurier Warszawski”. Ta sama gazeta informowała o ich kontynuacji w styczniu następnego roku w Lublinie, gdzie D. Zoner dał 6 przedstawień i potem w Kaliszu. Od marca urządzał je w Płocku, Petersburgu oraz Wilnie i Grodnie. W połowie 1860 r. ponownie pokazał mieszkańcom Warszawy swoje optyczne widowisko „tworzenie się kuli ziemskiej”.
W lutym następnego roku wyjechał do Łodzi „dla dania tam przedstawień geologicznych i astronomicznych oraz demonstracji fizjoskopu”. Miesiąc później przedstawił „widowisko fizyczno – optyczne” w Piotrkowie”.
Brak dalszych wiadomości o podróżach, sugeruje, że zamieszkał na stałe w Łodzi, gdzie w połowie czerwca 1861 r. uruchomił zakład fotograficzny połączony z litograficznym (drukarnią). Znajdował się w oficynie na poddaszu z przeszklonym dachem w zachowanym domu przy Konstantynowskiej 3 (obecnie ul. Legionów).
Prawdopodobnie wówczas lub w czasie poprzednich wizyt, wykonał fotografię budynków na Nowym Rynku (pl. Wolności) uchodzącą za najwcześniejszy zachowany fotograficzny widok Łodzi. Fotografia wykonana techniką kolodionową o wymiarach ok. 18 × 13 cm, przedstawia południową stronę Rynku Nowego Miasta z ratuszem, budynkiem apteki obok ratusza, kościołem ewangelickim, szkołą powiatową realną niemiecko-rosyjską i bruk rynku, po prawej stronie widać latarnię rewerberową. Ignacy Płażewski określał jej wykonanie na wiosnę 1861 r. Mirosław Wojalski określał ją na 1858–59. Oryginalna odbitka zdjęcia znajduje się w posiadaniu prawnuczki fotografa Marii Szczech-Obraniak.
Niekiedy spotyka się reprodukcję tego zdjęcia z brakiem nazwiska autora lub nieprawdziwym, niefrasobliwym stwierdzeniem „autor nieznany”, mimo że istnieją publikacje informujące wyraźnie o autorze. Oprócz wspomnianych katalogu wystawy Ignacego Płażewskiego z 1962 r., artykułu prasowego Adama Lewaszkiewicza z 1975 r. i publikacji Jacka Strzałkowskiego Historia fotografii (…) z 1996 r. są jeszcze inne publikacje.
Do lat 80. XIX w. jego zakład fotograficzny był zaliczany do największych w Łodzi.
W 1867 r. kierował miejscowym amatorskim kółkiem teatralnym.
Został wymieniony w „wykazie drukarzy” sporządzonym 22 lutego 1864, przez policmajstra dla potrzeb gubernatora piotrkowskiego [zabór rosyjski], a jako fotograf w pierwszym spisie z 1882 r., gdzie podano 1863 r. jako datę założenia zakładu, i 6 maja 1863 jako dzień wydania zezwolenia na prowadzenie działalności dla syna Leopolda. Kolejne koncesje wydano mu 6 listopada 1871 i drugą 9 marca 1889, kiedy od 6 lat już nie żył.
Około 1880 r. przeniósł się do Krakowa i kupił dom przy ul. Długiej. Działał tam w Towarzystwie Dobroczynności.
Żonaty z Joanną Eleonorą pochodzącą z rodziny baronów kurlandzkich von Past (ur. 1812). Mieli dzieci: Natalię (ur. 27.07.1844, zm. w 75 r. życia w Krakowie), żonę krakowskiego poczmistrza Jana Bańkowskiego, Teodorę – pannę (ur. 1.04.1850 we Lwowie, zm. 3.06.1922 w Krakowie) i syna Leopolda (ur. 5.11.1839 we Lwowie, zm. 24.09.1915 w Łodzi), społecznika i filantropa czynnego zawodowo w Łodzi drukarza, wydawcy i fotografa. Współtwórcy łódzkiego ratownictwa przeciwpożarowego i Łódzkiego Towarzystwa Kredytowego. Powtórnie żonaty z Marią Joanną Past – córką Felicjana i Barbary Kutshery (ur. 15.05.1831 w Labiau prow. Memel w Prusach, zm. 21.07.1913 w Krakowie)
Pochowany został na cmentarzu Rakowickim w Krakowie (pas 25).

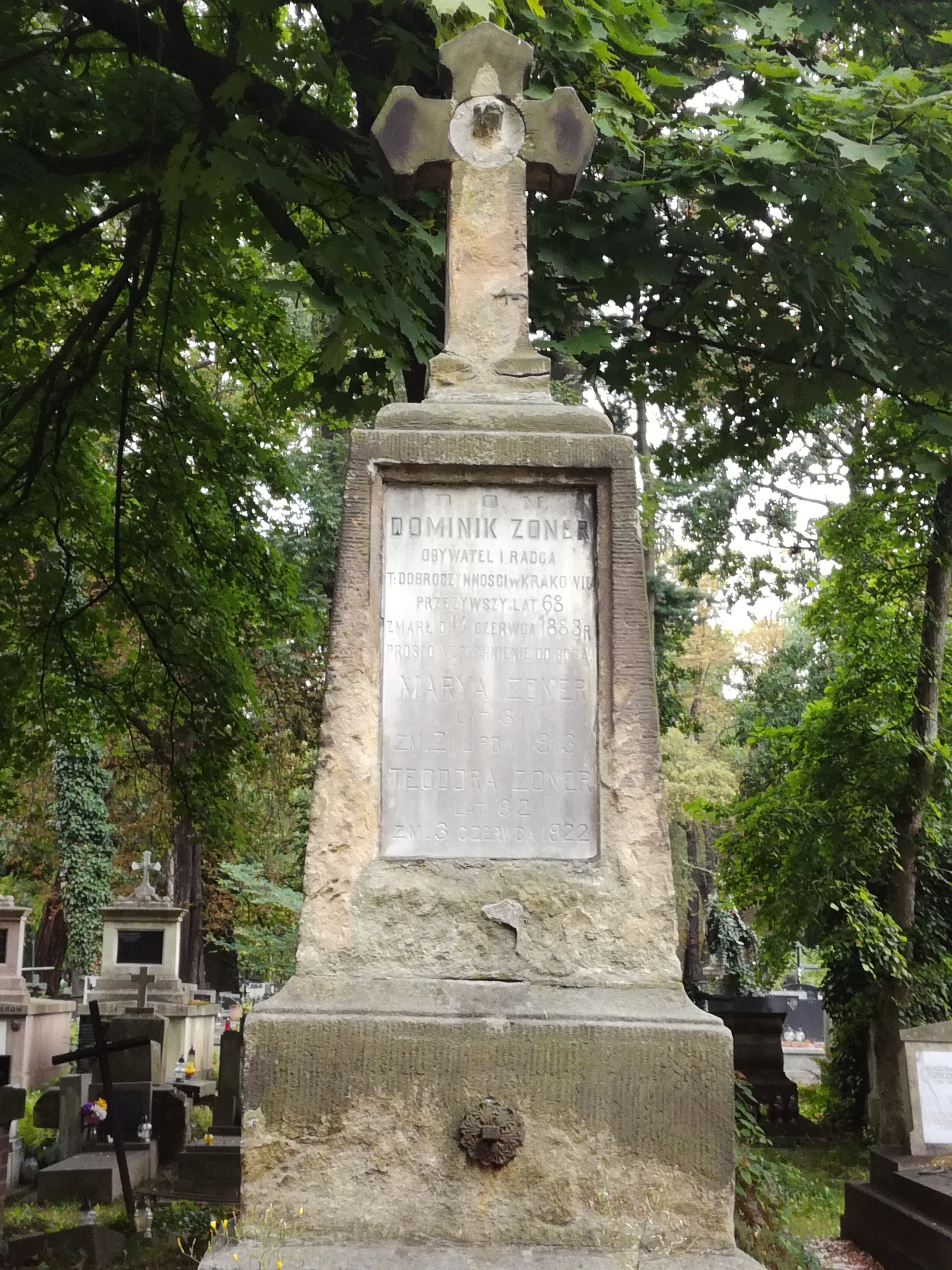
Grób Dominika Zonera na cmentarzu Rakowickim